# HECモントリオール
HECモントリオール（HEC Montréal、École des Hautes Études Commerciales de Montréal、モントリオール高等商業研究院、モントリオール高等商業学校、モントリオール商科大学、モントリオール経営大学院）は、カナダ・ケベックの大学、高等商業学校（ビジネススクール）。
モントリオール大学構成校。授業は主にフランス語で行われ、一部のプログラムは英語やスペイン語で行われている。学生数は約1万3000人いる。カナダ最古かつ国内屈指の名門ビジネススクールである。AMBA、EQUIS、AACSBの全てから認証を受けているトリプルクラウン校（en:Triple accreditation）である。

## 歴史
HEC Montréalは、1907年に設立された。フランスのグランゼコールをモデルに設置され、現在ではグランゼコール評議会(Conférence des grandes écoles)のメンバーである。最初の校舎(Square Viger)は1908年に設置され、生徒を受け入れ始めたのは1910年になってからであった。1970年になると、HEC Montréalはモントリオール大学付近に移転した。現在では、2つの校舎を持っている。